# Reprezentacja Węgier na żużlu
Reprezentacja Węgier na żużlu – grupa żużlowców reprezentujących Węgry w sportowych imprezach międzynarodowych. Za jej funkcjonowanie odpowiedzialny jest Magyar Motorsport Szövetség (MAMS).

## Kadra
Następujący żużlowcy zostali nominowani do reprezentowania Węgier w zawodach FIM i FIM Europe w sezonie 2023:
Seniorzy:
- Márk Bárány
- Roland Kovács
- Norbert Magosi

Juniorzy:
- Richárd Füzesi

Klasa 250 cm³:
- Zoltán Lovas

## Osiągnięcia

### Mistrzostwa świata
Mistrzostwa świata par
- 3. miejsce (1): 1990

### Mistrzostwa Europy
Mistrzostwa Europy par
- 2. miejsce (1): 2011
- 3. miejsce (1): 2006

### Pozostałe
Indywidualny Puchar Mistrzów
- 1. miejsce (1):
  - 1987 – Zoltán Adorján
- 2. miejsce (2):
  - 1990 – Zoltán Adorján
  - 1992 – Zoltán Adorján
- 3. miejsce (1):
  - 1988 – Zoltán Adorján